# Margaret Molesworth
Maud Margaret «Mall» Molesworth, de naixement Maud Margaret Mutch, BEM (Brisbane, 18 d'octubre de 1894 − Sydney, 9 de juliol de 1985) és una extennista professional australiana.
En el seu palmarès destaca el fet que va guanyar les dues primeres edicions de l'Australasian Championships en categoria femenina, i posteriorment també va guanyar aquest torneig en tres ocasions en dobles femenins. No va poder competir internacionalment fins als quaranta anys, on va disputar els torneigs més importants d'Europa. Després de la seva retirada, va esdevenir la primera entrenadora professional de tennis a Austràlia.

## Biografia
Filla d'Alexander Mutch, professor d'origen escocès, i Margaret Agnes Thornton. Tenia dos germans més petits.
Es va casar amb Bevil Hugh Molesworth a Brisbane el 19 de juny de 1918, amb qui va tenir un fill anomenat Hugh.
Fou condecorada amb la Medalla de l'Imperi Britànic per la reina Elisabet II l'any 1972 pel seus serveis a la comunitat de Kuringgai, Austràlia. També va entrar a l'Australian Tennis Hall of Fame junt a Joan Hartigan l'any 2022.

## Torneigs de Grand Slam

### Individual: 3 (2−1)
| Resultat   | Núm. | Any  | Campionat                      | Oponent             | Marcador  |
| ---------- | ---- | ---- | ------------------------------ | ------------------- | --------- |
| Guanyadora | 1.   | 1922 | Australasian Championships     | Esna Boyd Robertson | 6−3, 10−8 |
| Guanyadora | 2.   | 1923 | Australasian Championships (2) | Esna Boyd Robertson | 6−1, 7−5  |
| Finalista  | 3.   | 1934 | Australian Championships       | Joan Hartigan       | 1−6, 4−6  |

### Dobles femenins: 4 (1−3)
| Resultat   | Núm. | Any  | Campionat                    | Parella              | Oponents                                  | Marcador      |
| ---------- | ---- | ---- | ---------------------------- | -------------------- | ----------------------------------------- | ------------- |
| Finalista  | 1.   | 1923 | Australasian Championships   | Beryl Turner         | Esna Boyd Robertson Sylvia Lance Harper   | 1−6, 4−6      |
| Guanyadora | 1.   | 1930 | Australian Championships     | Emily Hood Westacott | Marjorie Cox Crawford Sylvia Lance Harper | 6−3, 0−6, 7−5 |
| Guanyadora | 2.   | 1933 | Australian Championships (2) | Emily Hood Westacott | Joan Hartigan Marjorie Gladman            | 6−3, 6−2      |
| Guanyadora | 3.   | 1934 | Australian Championships (3) | Emily Hood Westacott | Joan Hartigan Ula Valkenburg              | 6−8, 6−4, 6−4 |

### Dobles mixts: 1 (0−1)
| Resultat  | Núm. | Any  | Campionat                  | Parella       | Oponents                        | Marcador      |
| --------- | ---- | ---- | -------------------------- | ------------- | ------------------------------- | ------------- |
| Finalista | 1.   | 1923 | Australasian Championships | Bert St. John | Sylvia Lance Harper Horace Rice | 6−2, 4−6, 4−6 |

## Trajectòria

### Individual
| Australian Championships                                                                                                   | G | G | QF | A | A | A | QF | QF | QF | 1R | A | QF | F  | 2R | 2 / 10 |
| Internationaux de France                                                                                                   | A | A | NC | A | A | A | A  | A  | A  | A  | A | A  | 3R | A  | 0 / 1  |
| Wimbledon | A | A | A  | A | A | A | A  | A  | A  | A  | A | A  | 1R | A  | 0 / 1  |
| US Championships | A | A | A  | A | A | A | A  | A  | A  | A  | A | A  | A  | A  | 0 / 0  |
| Llegenda: G: Guanyador; F: Finalista; SF: Semifinalista; QF: Quarts de final; Q: Qualificació; A: Absent; RR: Round Robin; |   |   |    |   |   |   |    |    |    |    |   |    |    |    |        |

### Dobles femenins
| Australian Championships                                                                                                   | SF | F | SF | A | A | A | QF | SF | G | SF | A | G | G  | SF | 3 / 10 |
| Internationaux de France                                                                                                   | A  | A | NC | A | A | A | A  | A  | A | A  | A | A | 2R | A  | 0 / 1  |
| Wimbledon | A  | A | A  | A | A | A | A  | A  | A | A  | A | A | 3R | A  | 0 / 1  |
| US Championships | A  | A | A  | A | A | A | A  | A  | A | A  | A | A | A  | A  | 0 / 0  |
| Llegenda: G: Guanyador; F: Finalista; SF: Semifinalista; QF: Quarts de final; Q: Qualificació; A: Absent; RR: Round Robin; |    |   |    |   |   |   |    |    |   |    |   |   |    |    |        |

### Dobles mixts
| Australian Championships                                                                                                   | QF | F | QF | A | A | A | A | QF | QF | QF | A | A | 2R | 2R | 0 / 8 |
| Internationaux de France                                                                                                   | A  | A | NC | A | A | A | A | A  | A  | A  | A | A | A  | A  | 0 / 0 |
| Wimbledon | A  | A | A  | A | A | A | A | A  | A  | A  | A | A | A  | A  | 0 / 0 |
| US Championships | A  | A | A  | A | A | A | A | A  | A  | A  | A | A | A  | A  | 0 / 0 |
| Llegenda: G: Guanyador; F: Finalista; SF: Semifinalista; QF: Quarts de final; Q: Qualificació; A: Absent; RR: Round Robin; |    |   |    |   |   |   |   |    |    |    |   |   |    |    |       |